# Brighton and Rottingdean Seashore Electric Railway

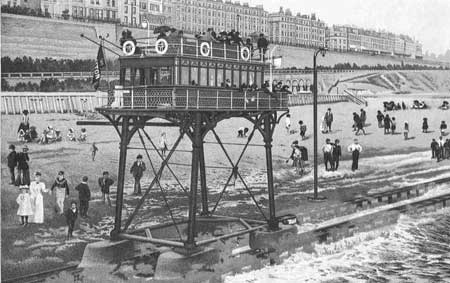
Pioneer na ferrovia de bitola de 18 pés (5.486 mm).

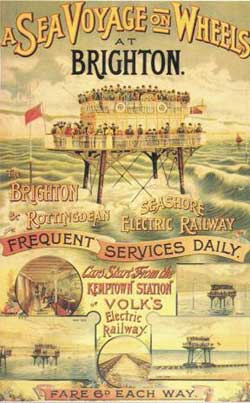
Um anúncio oferecendo "uma viagem marítima sobre rodas".

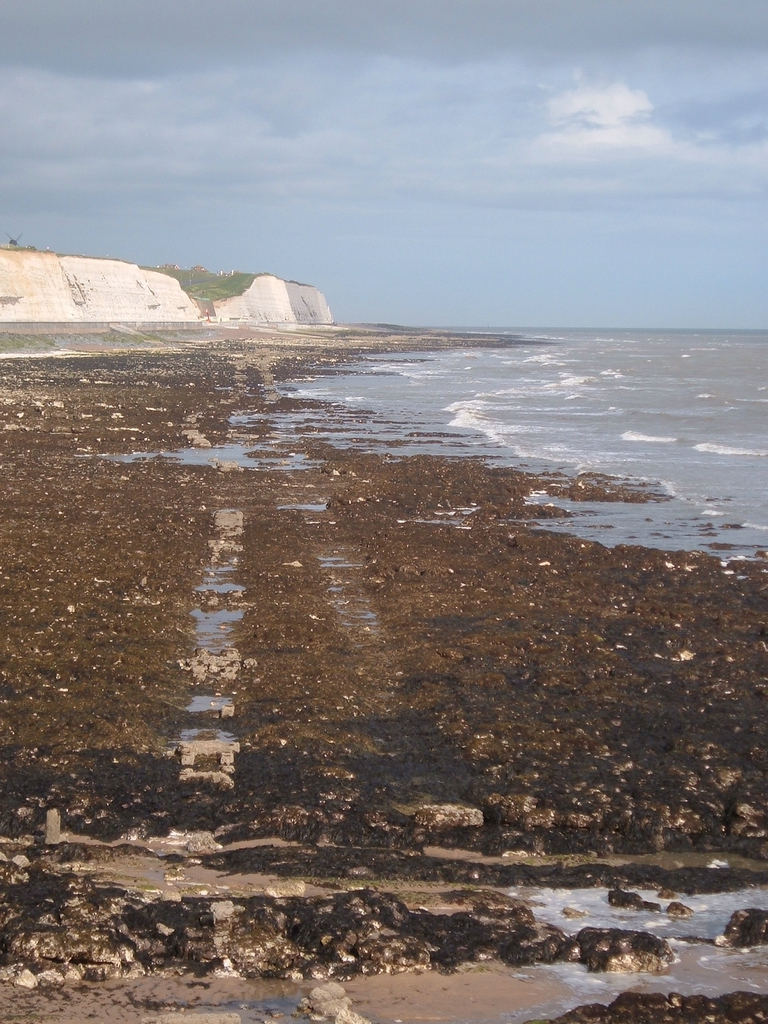
Antigo leito da via em 2004.

A Brighton and Rottingdean Seashore Electric Railway era uma ferrovia costeira única em Brighton, Inglaterra, que atravessava as águas costeiras rasas do Canal da Mancha entre 1896 e 1901. Foi projetada por Magnus Volk para estender sua Volk's Electric Railway de seu término em Paston Place até a vila de Rottingdean e evitar terrenos difíceis. Embora a ferrovia fosse popular e transportasse dezenas de milhares de passageiros, ela foi finalmente abandonada para abrir espaço para novas defesas marítimas, e Volk não conseguiu levantar fundos para construir uma substituta.

## Antecedentes e construção
Magnus Volk, seu proprietário, designer e engenheiro, já havia tido sucesso com a mais convencional Volk's Electric Railway, que não havia sido estendida a leste de Paston Place. Com a geografia desfavorável naquela área, Volk decidiu construir uma linha através do surf de um píer em Paston Place para um em Rottingdean. Este também era o lar da Estação de Hidroaviões de Volk, que era usada por seu filho George Herbert Volk.[carece de fontes?]
A ferrovia em si consistia em dois trilhos paralelos de bitola de 2 ft 8+1⁄2 in (825 mm), faturados como bitola de 18 pés (5.486 mm), a medida entre os trilhos mais externos. Os trilhos eram colocados em dormentes de concreto entalhados na rocha. O único vagão usado na ferrovia era uma estrutura semelhante a um píer de 45 por 22 pés (13,7 por 6,7 m) que ficava em quatro pernas de 23 pés (7,0 m) de comprimento. O vagão pesava 45 toneladas longas (50 toneladas curtas; 46 t) e era impulsionado por dois motores elétricos General Electric de 25 cavalos de potência (19 kW) montados verticalmente, operando por meio de eixos para acionamentos sem-fim em dois dos quatro bogies. Freios operados por haste foram instalados nos outros dois bogies. Os controles ficavam no convés de passeio superior (o compartimento com grades que cercava a claraboia do salão de passageiros). Embora originalmente destinada a ser alimentada por acumuladores, a eletricidade era fornecida por duas linhas aéreas suspensas ao longo dos trilhos; inicialmente, apenas um fio havia sido usado, com um retorno de terra através dos trilhos (ou do próprio mar na maré alta). A estação de energia, abaixo do píer em Rottingdean, era equipada com uma máquina a vapor de 100 cavalos de potência (75 kW) da William Sissons and Co. de Gloucester, acionando um dínamo de 50 kW a 500 volts. Foi oficialmente chamada de Pioneer, mas muitos a chamavam de Daddy Long-Legs (em português:  "Papai Pernas Longas"). Devido aos regulamentos então em vigor, um capitão de mar qualificado estava a bordo o tempo todo, e o carro era fornecido com botes salva-vidas e outras medidas de segurança.
A construção levou dois anos, de 1894 a 1896. A ferrovia foi inaugurada oficialmente em 28 de novembro de 1896, mas foi quase destruída por uma tempestade na noite de 4 de dezembro. Volk imediatamente começou a reconstruir a ferrovia, incluindo o Pioneer, que havia sido derrubada. O Pioneer foi recuperada e trazida para terra, e reconstruída com os pés dois pés mais altas do que o projeto anterior. Após os reparos no Pioneer e na ferrovia serem concluídos, o serviço foi retomado em 20 de julho de 1897. No final daquele ano, 44.282 passageiros viajaram na "viagem marítima sobre rodas" de Volk.

## Uso
A ferrovia era popular, mas encontrou dificuldades. O carro era consideravelmente mais lento na maré alta, mas Volk nunca conseguiu melhorar os motores. Em 1900, descobriu-se que os esporões construídos perto da ferrovia causaram erosão subaquática sob os dormentes e a ferrovia foi fechada durante partes de julho e agosto daquele ano enquanto isso era reparado. Imediatamente depois, o conselho decidiu construir uma barreira de proteção de praia, o que exigiu que Volk desviasse sua linha ao redor da barreira. Sem fundos para isso, Volk fechou a ferrovia.
Em 1901, o direito de passagem foi quebrado para a construção da barreira. Outra tentativa foi feita para levantar dinheiro para um viaduto convencional sobre a água ao longo da mesma rota, mas Volk não conseguiu reunir fundos suficientes e nada resultou disso.

## Legado

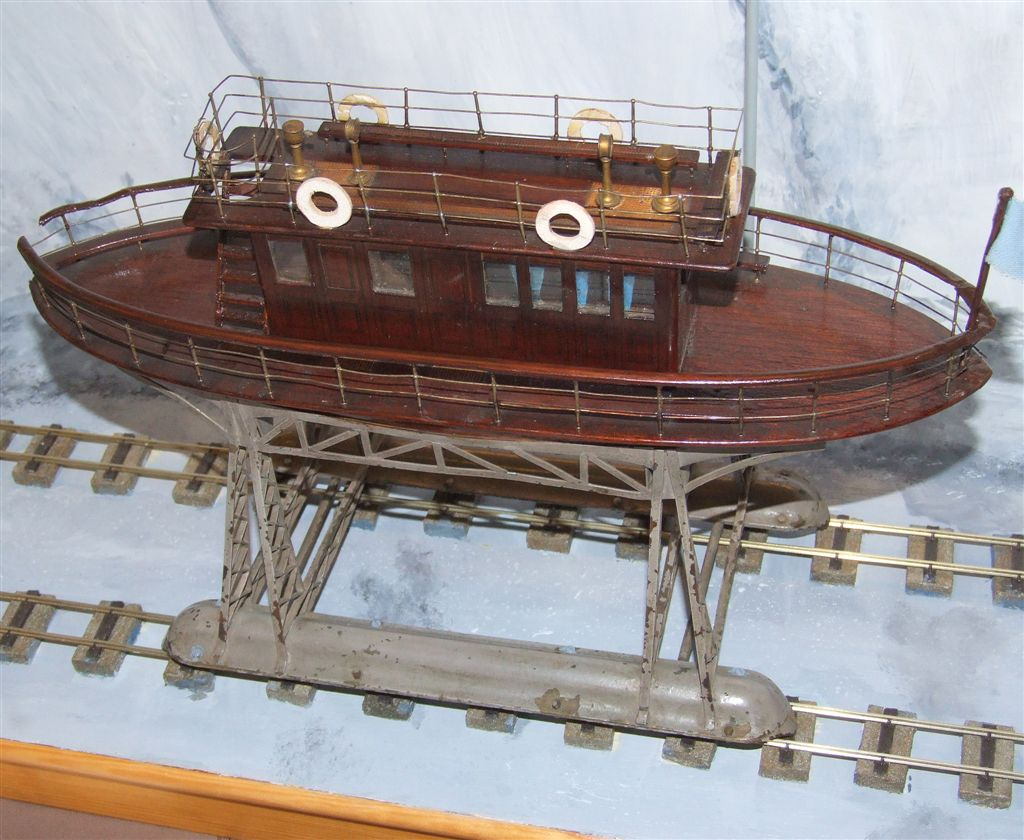
Protótipo do Pioneer de Volk, no Brighton Toy and Model Museum.

A pista, o vagão e outras estruturas foram vendidos como sucata, mas, em 2021, alguns dos dormentes de concreto ainda podiam ser vistos na maré baixa. Finalmente, a Volk's Electric Railway foi estendida para a costa, cobrindo uma parte da mesma distância; ela continua em operação.[carece de fontes?]
Um modelo do vagão ferroviário está em exposição (junto com um pôster da ferrovia) no saguão do Brighton Toy and Model Museum.[carece de fontes?]

## Formas semelhantes de transporte

### Sobre trilhos
- Saint-Malo, França, entre 1873 e 1923, teve uma ferrovia de via única de 100 metros cruzando o porto, correndo em trilhos submersos, tendo uma forte semelhança com o Pioneer de Volk. O veículo, no entanto, era puxado por cabo, em vez de autopropelido.[8]
- Algumas balsas são organizadas para operar em trilhos subaquáticos; por exemplo, algumas balsas movidas a diesel cruzam o Canal de Amsterdã-Reno nos Países Baixos.[8]
- Várias atrações de parques temáticos, incluindo o Mark Twain Riverboat na Disneylândia, apresentam veículos guiados por trilhos submersos ou guias.

### Outros
- BARV, um veículo militar de esteiras projetado para navegar em águas do mar com até 3 metros de profundidade.
- Trator marítimo, um veículo motorizado que pode viajar em águas rasas, com motorista e passageiros em uma plataforma elevada.